# Valorant Champions Tour: Liga da EMEA
O Valorant Champions Tour: Liga da EMEA, também conhecido como VCT EMEA, é uma liga internacional de esporte eletrônico do videojogo Valorant, organizada pela desenvolvedora do jogo Riot Games. A liga faz parte da série de competições do Valorant Champions Tour (VCT), sendo o campeonato de mais alto nível da EMEA (Europa, Oriente Médio e África), englobando sete regiões: DACH, Europa Oriental (Leste), Europa Setentrional (Norte), Espanha, França, MENA e Turquia. As partidas são disputadas em Berlim, na Alemanha, com a presença de público.

## História
Para a temporada competitiva de 2023 do Valorant Champions Tour, a Riot Games anunciou a criação de três novas ligas internacionais (Américas, EMEA e Pacífico). Essas ligas foram fundadas para serem as principais competições com as melhores equipes das três regiões, classificando-as para os Valorant Masters e o Valorant Champions.
No final do ano de 2023, foi anunciado a integração da liga Chinesa, totalizando 4 ligas continentais no VCT.

## Formato
Fonte: 
Fase de pontos:
- Doze equipes, cada uma enfrenta todas uma vez;
- As partidas são em melhor de três;
- As seis melhores equipes avançam para as eliminatórias, as outras quatro são eliminadas.

Eliminatórias:
- Seis equipes em uma chave de dupla eliminação;
- Todas as partidas em melhor de três, exceto as partidas da chave superior, a final da chave inferior e a grande final que são em melhor de cinco.

## Equipes
O VCT EMEA é disputado em Berlim, na Alemanha, de modo que todas as organizações tiveram de transferir a operação dos times de Valorant para lá.
(*) – Indica os vencedores do Ascencion (equipes não-parceiras)
| Equipe        | Região              |
| ------------- | ------------------- |
| Natus Vincere | Europa Oriental     |
| Fnatic        | Europa Setentrional |
| Team Liquid   | Europa Setentrional |
| Giants        | Espanha             |
| KOI           | Espanha             |
| Team Heretics | Espanha             |
| Karmine Corp  | França              |
| Team Vitality | França              |
| BBL Esports   | Turquia             |
| FUT Esports   | Turquia             |
| Gentle Mates* | França              |
| Apeks*        | Europa Setentrional |

## Resultados
| Ano  | Etapa    | Campeão       | Placar | Vice-campeão  | Ref.  |
| ---- | -------- | ------------- | ------ | ------------- | ----- |
| 2023 | 1        | Team Liquid   | 3–1    | Fnatic        | [ 6 ] |
| 2024 | Kick-off | Karmine Corp  | 3–1    | Team Heretics | [ 7 ] |
| 2024 | 1        | Fnatic        | 3–2    | Team Heretics | [ 8 ] |
| 2024 | 2        | Fnatic        | 3–1    | Team Vitality | [ 9 ] |
| 2025 | Kick-off | Team Vitality | 3–2    | Team Liquid   |       |